# ناو امالفی
ناو امالفی (به انگلیسی: Italian cruiser Amalfi) یک زیردریایی بود که طول آن ۴۲۶ فوت ۶ اینچ (۱۳۰٫۰۰ متر) بود. این زیردریایی در سال ۱۹۰۸ ساخته شد.